# جلان إروين
جلان إروين هو لاعب هوكي الجليد كندي، ولد في 1 مارس 1951 في إدمونتون في كندا.

## وصلات خارجية
- جلان إروين على موقع EliteProspects.com (الإنجليزية)
- جلان إروين على موقع HockeyDB.com (الإنجليزية)
- جلان إروين على موقع Hockey-Reference.com (الإنجليزية)